# Maurerische Trauermusik
La Maurerische Trauermusik (Música Para un Funeral Masónico) en Do menor, K. 477/479a, para orquesta, es una obra compuesta por Wolfgang Amadeus Mozart en 1785 en calidad de miembro de la francmasonería.                               

## Historia
La pieza fue escrita para un servicio masónico celebrado el 17 de noviembre de 1785 en memoria de dos hermanos masónicos de Mozart, el Duque Georg August zu Mecklenburg [cita requerida] y el Conde Franz Esterházy von Galántha, miembros de la aristocracia vienesa. La versión instrumental de la Maurerische Trauermusik fue estrenada más tarde, en un concierto del 9 de diciembre de 1785. La obra está compuesta por 2 oboes, 1 clarinete, 3 corni di bassetto, 1 contrafagot, 2 trompas y cuerdas.
Forma un conjunto también de varias otras obras de carácter Masónico que Mozart compuso a lo largo de su vida en el tiempo en que fue iniciado en la orden. Es sin duda una obra de gran belleza y maestría, especialmente por combinar el sentimiento Masónico con el ritmo fúnebre mismo que Mozart escribiría posteriormente en su Misa de Réquiem.
La Maurerische Trauermusik ilustra las "cuasi-religiosas bases del movimiento masónico expresadas a través de la majestuosa solemnidad de la música." La Maurerische Trauermusik es inusual en otros aspectos, incluido su uso del Canto Gregoriano, Tonus peregrinus, y su inclusión del corno di bassetto. 
El 20 de noviembre de 2021, un nuevo arreglo compuesto por Giulio Castronovo, creado para adaptarse a la orquestación del Réquiem K. 626 de Mozart (2 corni di bassetto en Fa, 2 fagotes, 2 trompetas en Re, 3 trombones, timbales y cuerdas) fue estrenado en la Schlosskirche Bayreuth por la orquesta barroca La Banda dirigida por Sebastian Ruf, como introducción a una función del Réquiem.